# Чекалевский, Пётр Матвеевич
Пётр Матвеевич Чекалевский (1718 — после 1790) — русский дипломат, советник Коллегии иностранных дел. Отец П. П. Чекалевского.

## Биография
В 1742—1743 годах — переводчик российского консула в Персии, причем в «Дневных записках Коллегии Иностранных Дел за 1742 г.» сохранились две записки, поданные студентом Петром Чекалевским: от 3 января, в которой он сообщает, что по полученным через персиянина Кыличбека известиям шах терпит поражения в сражениях с горскими народами, находится в новопостроенной крепостце под Дербентом, имеет недостаток в съестных припасах и, поджидая к себе турецкое посольство с Хадаш-ханом для заключения мира с Турцией, намерен объявить войну России, что помимо этого он объявил по себе наследником сына своего Несруллу-Мирзу вместо старшего сына Резокуллы-Мирзы, на которого он сердит за погибель шаха Тохмаса с фамилией, — и от 7-го февраля того же года с кратким описанием неудач шаха в борьбе его с лезгинами и Усмием и приготовлений к встрече ожидающегося великого посольства к шаху от Порты Оттоманской.
В конце 1740-х годов — секретарь Коллегии иностранных дел, 18 декабря 1755 года был произведен в чин коллежского асессора с назначением консулом в Персию, в порт Энзели, так как он имел «в персидском языке искусство». Здесь он пробыл до 25 мая 1760 года, когда был награждён чином надворного советника и с жалованьем в 800 руб. в год переведён снова в Коллегию иностранных дел.
В 1781 году принял постриг.